# Le Cercle des intimes
Pour plus de détails, voir Fiche technique et Distribution.
Le Cercle des intimes (en russe : Ближний круг, en anglais : The Inner Circle) est un film d'Andreï Kontchalovski en coproduction italo-américano-soviétique sorti en 1991 et en 1992 en France. Le film est basé sur une histoire vraie.

## Synopsis
Le projectionniste de cinéma du KGB, Ivan Sanchine, est un jour emmené au Kremlin pour projeter des films à Staline lui-même et à ses intimes, comme Beria ou Molotov. Ivan devient ainsi le projectionniste de Staline, de 1939 à 1953.
Il vit avec sa femme dans un quartier où ont lieu régulièrement des arrestations. Sa femme Anastasia recueille ainsi une petite fille juive dont les parents ont été arrêtés. Ivan doit la cacher pour ne pas avoir de problèmes.

## Fiche technique
- Titre : Le Cercle des intimes
- Titre original : Ближний круг, Blijniy kroug
- Réalisation : Andreï Kontchalovski
- Scénario : Andreï Kontchalovski et Anatoli Usov
- Musique : Edouard Artemiev
- Image : Ennio Guarnieri
- Montage : Henry Richardson
- Durée : 137 minutes

## Distribution
- Tom Hulce : Ivan Sanchine (voix : Evgueni Mironov)
- Lolita Davidovich (VF : Martine Irzenski) : Anastasia, femme d'Ivan
- Bob Hoskins : Beria
- Alexandre Zbrouïev : Staline
- Fédor Chaliapine fils : le professeur Bartnev
- Bess Meyer : Katia à 17 ans
- Aleksandre Filippenko : Major Khitrov
- Vsevolod Larionov : général Roumiantsev
- Mikhaïl Kononov : Kliment Vorochilov
- Oleg Tabakov : Vlassik
- Viktor Ouralski (ru) : Mikhaïl Kalinine
- Viktor Balabanov : Viatcheslav Molotov
- Alexandre Feklistov (ru) : Ivan Bolchakov
- Maria Vinogradova : Fedossia
- Evdokia Guermanova : éducatrice dans l’orphelinat
- Irina Kouptchenko : directrice
- Vladimir Koulechov (ru) : colonel Chtchelkassov
- Vladimir Steklov (ru) : Khroustaliov
- Alexandre Pachoutine (ru) : chef de train
- Sergueï Artsibachev (ru) : officier de l'NKVD
- Alexandre Sirine (ru) : Voronkine
- Lioubov Matiouchina : Sonia Gubelman
- Vladimir Episkopossian (ru) : garde de Beria

## Distinction
Le film a été sélectionné en compétition officielle à la Berlinale 1992 où il est le film d'ouverture.